# كمال أحمد (صحفي)
كمال أحمد (15 نوفمبر 1967-) صحفي بريطاني، من أصول سودانية، عمل مدير تحرير بي بي سي نيوز . كما عمل محررًا للاقتصاد في بي بي سي حتى نوفمبر 2018، ومحررًا لقسم الأعمال في بي بي سي من مارس 2014 ، حتى تم تعيين سميون جاك خلفًا له في فبراير 2016.
شغل أحمد سابقًا وظيفة محرر سياسي في صحيفة الأوبزرفر، ومحرر الأعمال في صحيفة صنداي تلغراف، ومدير الاتصالات في لجنة المساواة وحقوق الإنسان.

## النشأة والتعليم
ولد أحمد عام 1967 لأب سوداني وأم إنجليزية من روثرهام، وكان والده يعمل باحثاً طبياً متخصصاً في طب العيون. نشأ أحمد في إيلينغ، غرب لندن. و تلقى أحمد تعليمه في ثانوية درايتون مانور ،  وهي مدرسة شاملة حكومية في هانويل في منطقة إيلينغ بلندن في الفترة بين عامي 1980 و1986. وفي عام 1990، تخرج من جامعة ليدز في الدراسات السياسية. وتدرب في قسم الصحافة بجامعة المدينة .

## حياته المهنية
في عام 1993، عمل أحمد في الصحف المحلية في اسكتلندا قبل أن ينضم إلى صحيفة "استكلندا أون توداي". وانتقل إلى صحيفة "الغارديان"، قبل أن يصبح محررًا تنفيذيًا للأخبار ومحررًا سياسيًا في صحيفة "ذا أوبزرفر".
وتعرض أحمد لاحقًا لانتقادات من قبل زميله الصحفي نيك ديفيز الذي طعن مصداقيته الصحافية بزعمه وجود علاقة وثيقة وغير لائقة تربطه بداونينج ستريت أثناء عمله كمحرر سياسي، وزعم أيضاً نشره العديد من المقالات الكاذبة والمحرفة،  إلا أن أحمد ووصف مزاعم ديفيز بـ"غير الصحيحة" ووصفها بـ"الإشاعات". وبعد مغادرته الصحيفة ، أصبح مديرًا للاتصالات الجماعية في لجنة المساواة وحقوق الإنسان ،  بتعيين من رئيسها آنذاك تريفور فيليبس .
في عام 2009 ، عُيّن أحمد محررًا للأعمال في صحيفة صنداي تلغراف ،  وأكمل دراساته في كلية لندن للأعمال قبل أن يحل محل مارك كلاينمان ، الذي انتقل إلى سكاي نيوز . وفي عام 2013 ، أصبح أحمد محررًا تنفيذيًا للأعمال ، ولعب دورًا في نسختي "ديلي تليغراف" المطبوعة و"صنداي".
في 24 مارس 2014، عُين أحمد محرراً للأعمال في بي بي سي نيوز محل روبرت بيستون. وفي 3 ديسمبر 2015 ، وبعد رحيل بيستون إلى "آي تي في"، أُعلن أن أحمد سيحل محله كمحرر اقتصادي في هيئة الإذاعة البريطانية. وفي 30 يوليو 2018 ، أعلنت هيئة الإذاعة البريطانية تعيين أحمد مديراً لتحرير بي بي سي نيوز ،  وتعيين فيصل إسلام في منصب أحمد السابق.
وفي نوفمبر 2020، وخلال حفل افتراضي، أُعلن عن أحمد كواحد من أكثر الشخصيات نفوذاً في المملكة المتحدة من أصل أفريقي خلال إدراجه في إصدار قائمة "بورليست 2021". وفي فبراير 2021، استغنت هيئة الإذاعة البريطانية (بي بي سي) عن أحمد وسبعة آخرين، وشكرهم فران أونسورث ، مدير الأخبار ، في رسالة بالبريد الإلكتروني إلى موظفي الهيئة "على مساهمتهم البارزة في بي بي سي نيوز حتى الآن"، وأكد عمل الهيئة على استكشاف خيارات مستقبلية لهم"، ما يعني أنه ليس لديهم تمثيل في غرفة الأخبار.
في مايو 2021 ، انضم أحمد إلى ويليام لويس (صحفي) ، الرئيس التنفيذي السابق لشركة داو جونز ، في تأسيس خدمة إخبارية رقمية،  وهي خدمة تهدف إلى مكافحة المعلومات المضللة، على أن يتولى أحمد رئاسة تحريرها

## حياته الشخصية
تزوج أحمد من جيما كيرتن وأنجب منها طفلين، إلا أن زواجهما لم يدم وتزوج لاحقًا من الصحفية والروائية إليزابيث داي في ديسمبر 2011. وانفصلت في فبراير 2015.